# Света Неделя (дем Костур)
Вижте пояснителната страница за други значения на Света Неделя.
Свèта Нèделя (изписване до 1945 година: Свѣта Недѣля; на гръцки: Αγία Κυριακή, Агия Кириаки; на албански: Shënedjelli) е село в Егейска Македония, Република Гърция, в дем Костур, област Западна Македония.

## География
Селото е разположено на 15 километра западно от демовия център Костур, на 750 m надморска височина в Костурската котловина.

## История

### В Османската империя
В края на XIX век Света Неделя е смесено българо-турско село. В „Етнография на вилаетите Адрианопол, Монастир и Салоника“, издадена в Константинопол в 1878 година и отразяваща статистиката на населението от 1873 година, Света Неделя (Svéta-Nédélia) е посочено като село в Костурска каза с 90 домакинства и 220 жители българи и 70 мюсюлмани. Според статистиката на Васил Кънчов („Македония. Етнография и статистика“) в 1900 година Света Неделя има 80 жители българи християни и 350 българи мохамедани.
На Етнографската карта на Битолския вилает на Картографския институт в София от 1901 година Света Неделя е смесено българо-влашко-турско село в Костурската каза на Корчанския санджак с 85 къщи.
Цялото християнско население на селото е гъркоманско под върховенството на Цариградската патриаршия. По данни на секретаря на Българската екзархия Димитър Мишев („La Macédoine et sa Population Chrétienne“) в 1905 година в селото има 120 българи патриаршисти гъркомани.
Гръцка статистика от 1905 година представя селото като гръцко-турско – със 175 жители гърци и 375 жители турци. Христо Силянов, който посещава Света Неделя през 1912 година, го описва като помашко село. Според Георги Константинов Бистрицки Света Неделя преди Балканската война има 15 български и 30 помашки къщи.
На етническата карта на Костурското братство в София от 1940 година, към 1912 година Света Неделя е обозначено като българо-турско селище.
Селото праща башибозук, който опожарява и разграбва съседните български села по времето на Илинденското въстание.

### В Гърция
След Балканската война селото влиза в Гърция. Боривое Милоевич пише в 1921 година („Южна Македония“), че Свата Неделя (Свата Недеља) има 13 къщи славяни християни и 57 къщи славяни мохамедани. През 20-те години мюсюлманското население на Света Неделя се изселва в Турция и на негово място са заселени гърци, бежанци (мухаджири) от Мала Азия, общо 221 души. В 1928 година селото е бежанско с 60 семейства с 205 души.
Населението отглежда жито и тютюн и частично се занимава и със скотовъдство.
През Втората световна война в Света Неделя е създадена въоръжена мухаджирска чета за терор над българското население. Репресиите от страна на гръцки жители на Света Неделя, включително и над свои съселяни, продължават и през следващите години.
По време на Гражданската война (1946 – 1949) селяните са изселени в Костур, но след нормализацията на положението се завръщат.
| Име              | Име              | Ново име           | Ново име           | Описание                                                                          |
| ---------------- | ---------------- | ------------------ | ------------------ | --------------------------------------------------------------------------------- |
| Света Неделя     | Σφέτα Νεδέλα     | Кастраки           | Καστράκι           | връх в Дъмбенската планина (869 m), С от Света Неделя                             |
| Бела падина      | Μπέλα Παδίνα     | Аспронери          | Ασπρονέρι          | река в Дъмбенската планина, ляв приток на Четирската река                         |
| Старово село     | Στάροβο Σέλο     | Халасмата          | Χαλάσματα          | връх в Дъмбенската планина (839 m), С от Света Неделя                             |
| Дервено          | Δέρβενο          | Дистрото           | Δίστρωτο           | местност в Дъмбенската планина, ЮИ от Косинец                                     |
| Сюпотока         | Σιουποτόκα       | Мурмура Рема       | Μουρμούρα Ρέμα     | река във Флацата, ляв приток на Четирската река                                   |
| Гоцово           | Γκότσοβο         | Пердика            | Πέρδικα            | връх във Флацата (1002 m), СЗ над Кърчища                                         |
| Карцишка         | Καρτσίσκα        | Ризома             | Ρίζωμα             | връх в Дъмбенската планина (961 m), СИ от Кърчища и ЮЗ от Косинец                 |
| Чифлик Жупан     | Τσιφλίκι Ζουπάνη | Парорион           | Παρόριον           | местност в Дъмбенската планина, ЮЗ от Косинец                                     |
| Главата          | Γκλαβάτα         | Месолонгос         | Μεσόλογγος         | връх в Дъмбенската планина, ЮЗ от Косинец                                         |
| Нинка            | Νίνκα            | Сфина              | Σφήνα              | местност в Дъмбенската планина, СИ от Кърчища и ЮЗ от Косинец                     |
| Полие            | Πόλιε            | Педино             | Πεδινό             | местност в Дъмбенската планина, ЮЗ от Косинец                                     |
| Сукалица         | Σουκάλιτσα       | Вергес             | Βέργες             | местност в Дъмбенската планина, ЮЗ от Косинец                                     |
| Бреница          | Μπρένιτσα        | Перасма            | Πέρασμα            | местност в Дъмбенската планина, СЗ от Косинец                                     |
| Кукувичина стена | Κουκουβίτσινα    | Кукос              | Κοῦκος             | връх в Дъмбенската планина (1355 m), СИ от Косинец                                |
| Баница           | Μπάνιτσα         | Хлои               | Χλόη               | местност в Дъмбенската планина, ЮИ от Косинец                                     |
| Орлово           | Ορλοβο           | Аетос              | Αετός              | връх в Дъмбенската планина (1285 m), СИ от Косинец и З от Дъмбени                 |
| Глъмбочица       | Γκλαμπότσιστα    | Ватитопос          | Βαθύτοπος          | местност в Дъмбенската планина, СЗ от Косинец                                     |
| Крумница         | Κρούμνιτσα       | Мегали Платия      | Μεγάλη Πλατιά      | връх в Дъмбенската планина, С от Лобаница и Косинец                               |
| Селцко           | Σέλτσκο          | Месоплая           | Μεσοπλαγιά         | местност в Дъмбенската планина, СЗ от Косинец                                     |
| Мали Мади        | Μάλι Μάδι        | Ипсома Папатанасиу | Ύψωμα Παπαθανασίου | връх в Дъмбенската планина, СЗ от Дъмбени (1654 m), СИ от Косинец и ЮИ от Смърдеш |
| Арвенико         | Αρβένικο         | Фаранги            | Φαράγγι            | местност в Дъмбенската планина, СИ от Косинец и З от Дъмбени                      |
| Рамбатина        | Ραμπατίνα        | Ипсома Греску      | Ύψωμα Γρέσκου      | връх в Дъмбенската планина (1674 m), СЗ от Дъмбени, СИ от Косинец и ЮИ от Смърдеш |
| Корици           | Κορίτσι          | Диамесо            | Διάμεσο            | местност в Дъмбенската планина, СЗ от Косинец                                     |
| Чунгия           | Τσούγκια         | Анарахи            | ᾿Αναράχη           | връх в Дъмбенската планина, С от Дъмбени                                          |

| Година    | 1913 | 1920 | 1928 | 1940 | 1951 | 1961 | 1971 | 1981 | 1991 | 2001 | 2011 | 2021 |
| --------- | ---- | ---- | ---- | ---- | ---- | ---- | ---- | ---- | ---- | ---- | ---- | ---- |
| Население | 450  | 395  | 264  | 427  | 362  | 349  | 258  | 278  | 305  | 364  | 263  | 205  |

## Личности
Родени в Света Неделя
- Нуредин ефенди (? – 1900), едър земевладелец, убит от ВМОРО